# Dimidamus simoni
Dimidamus simoni är en spindelart som beskrevs av Harvey 1995. Dimidamus simoni ingår i släktet Dimidamus och familjen Nicodamidae.
Artens utbredningsområde är Victoria, Australien. Inga underarter finns listade i Catalogue of Life.